# Dannemora (Nouvelle-Zélande)
 (août 2025).
Si vous disposez d'ouvrages ou d'articles de référence ou si vous connaissez des sites web de qualité traitant du thème abordé ici, merci de compléter l'article en donnant les références utiles à sa vérifiabilité et en les liant à la section « Notes et références ».
```

```

Dannemora est une banlieue résidentielle de la cité d’Auckland, située dans l'île du Nord de la Nouvelle-Zélande.

## Situation
Elle est localisée à l’est de la cité, tout près de la banlieue de Pakuranga et celle de Botany Downs. 

## Gouvernance
Elle siège dans le nouveau ward d’Howick (en), une des 13 zones administratives du Conseil d'Auckland.